# Batalla de Cícico (74 a. C.)
La batalla de Cícico fue un asedio librado entre el 74 y 73 a. C. entre los ejércitos de la República romana, comandados por el procónsul Lucio Licinio Lúculo, y los del Reino del Ponto, Mitrídates VI. Las tropas pónticas pusieron sitio a la ciudad hasta que fue roto por el procónsul, quien acabaría destruyendo a sus enemigos. 

## Antecedentes
La victoria lograda por Mitrídates sobre Lucio Licinio Murena durante la segunda guerra mitridática fortaleció la creencia del rey de que los romanos no eran invencibles, así como sus esperanzas de crear un gran reino en Asia Menor que contrarrestara el creciente poder romano en el mar Mediterráneo. Por eso empezó a preparar una nueva política expansionista antirromana. 
Alrededor del 80 a. C., Mitrídates decidió volver a someter a todas las poblaciones que gravitaban alrededor del Ponto Euxinos. Así fue con su hijo Macares a conquistar todas las colonias griegas hasta Cólquida. Sin embargo, la empresa fue un desastre porque se perdieron dos contingentes, uno por una derrota y el clima y otro por una emboscada. Cuando regresó a Ponto, envió embajadores a Roma para firmar una nueva paz.

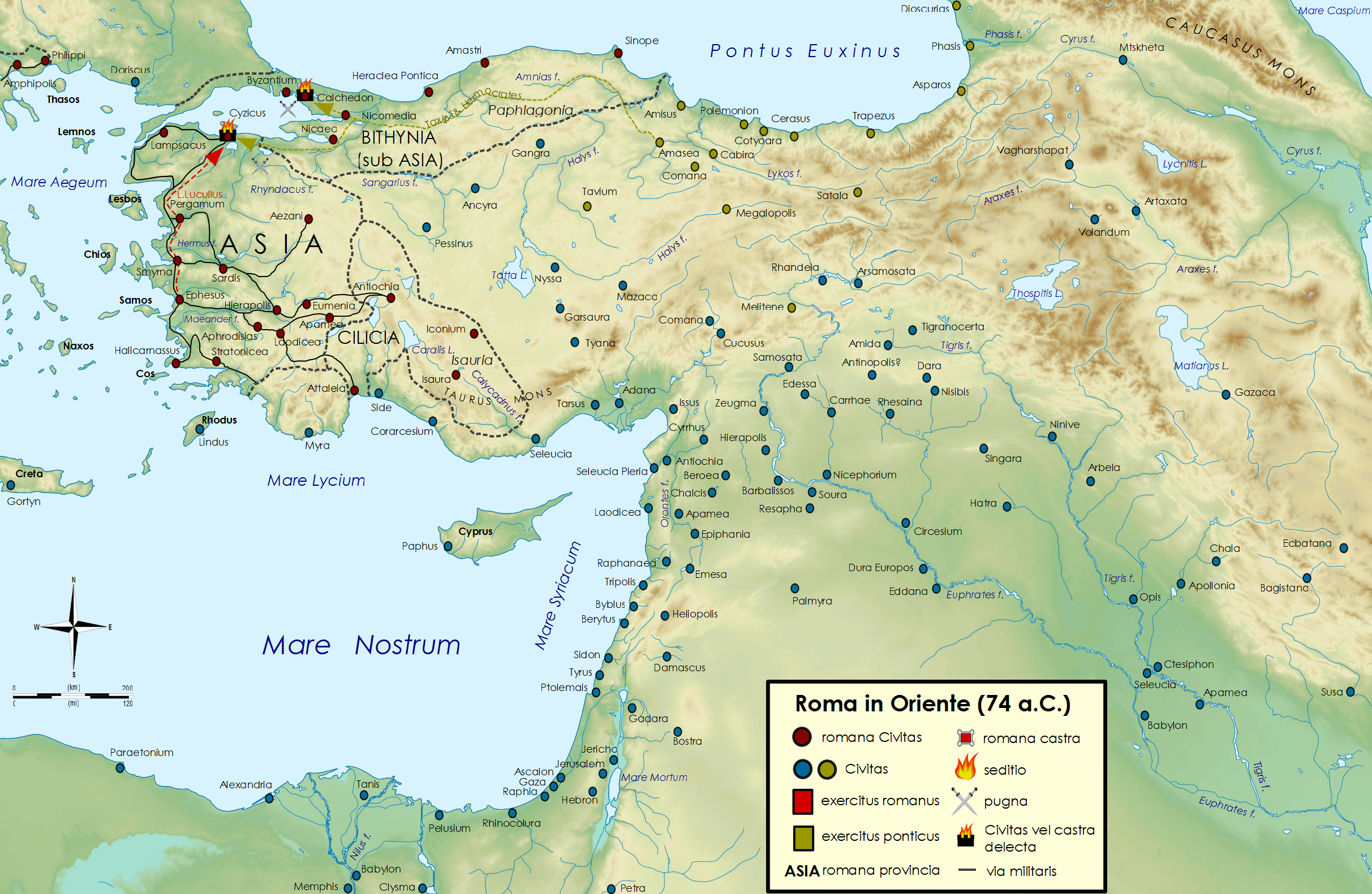
Mapa de los movimientos militares durante el año 74 a. C..

Al mismo tiempo, el rey Ariobarzanes I de Capadocia envió embajadores a Roma para quejarse de que la mayor parte de los territorios ocupados por Mitrídates durante la segunda guerra no habían sido devueltos, tal y como había prometido. En el 78 a. C. volvió a enviar una embajada pero el dictador romano Lucio Cornelio Sila acababa de morir y el Senado estaba ocupado en otros asuntos, así que no se admitieron sus embajadores y todo quedó en nada. Mitrídates se enteró de la muerte del dictador y convenció a su yerno, Tigranes II de Armenia, de invadir Capadocia, como si fuera una acción independiente, sin embargo, no logró engañar a los romanos. El rey armenio invadió el país y lo arrasó, tomando un gran botín y 300.000 cautivos que llevó a su nueva capital Tigranocerta, para poblarla.
Mientras eso acontecía en Asia, Quinto Sertorio, rebelde romano en la península ibérica, lograba extender su revuelta contra el Senado. Ahí estableció su propio Senado, a semejanza del romano, y dos de sus miembros, Lucio Fanio y Lucio Magio, propusieron a Mitrídates una alianza para librar una guerra en el oeste y el este contra Roma.
Mitrídates, seducido por esta propuesta, envió a sus embajadores a Sertorio para evaluar las posibilidades de actuar coordinados. Finalmente se estableció una alianza en que Sertorio se comprometía en conceder al rey Bitinia, Paflagonia, Galacia, Capadocia y la provincia romana de Asia. También envió a su general Marco Vario (o Mario), con sus embajadores Magio y Fanio a ayudar a su aliado.

## Campaña
En la primavera de 74 a. C., Mitrídates invadió Paflagonia con sus generales Taxiles y Hermócrates, y luego se preparó para invadir Bitinia, recientemente convertido en provincia romana después que su rey Nicomedes IV muriera legando su reino al pueblo romano. El gobernador, Marco Aurelio Cota, sólo pudo huir a Calcedonia con todos sus soldados. El rey póntico avanzó y logró derrotar en el mar al prefecto de la flota, un tal Nudo, permitiéndole avanzar hasta los mismos muros de la ciudad. Luego introdujo su armada en el puerto para nuevamente vencer a los romanos. Después de esto, Cota permaneció encerrado en Calcedonia. En esta primera batalla los romanos perdieron 3.000 soldados y los pónticos 20 bastarnos, los primeros en entrar al puerto.
Esta vez Roma fue tomada por sorpresa. Se eligió como comandante de la expedición al cónsul (luego procónsul) Lucio Licinio Lúculo, que reclutó una legión en la península itálica, luego se le sumaron dos de Cayo Flavio Fimbria y dos que había en Asia. Al llegar a Anatolia marchó contra Mitrídates, que estaba acampado alrededor de Cícico. El rey había avanzado allí por su posición fundamental, había ocupado la montaña que ocupaba la zona y bloqueaba por tierra y mar la ciudad. Cícico también contaba con un magnífico puerto, poderosas murallas y una importante ciudadela para darle aún más valor a su captura.

## Sitio

### Operaciones en el 74 a.C.

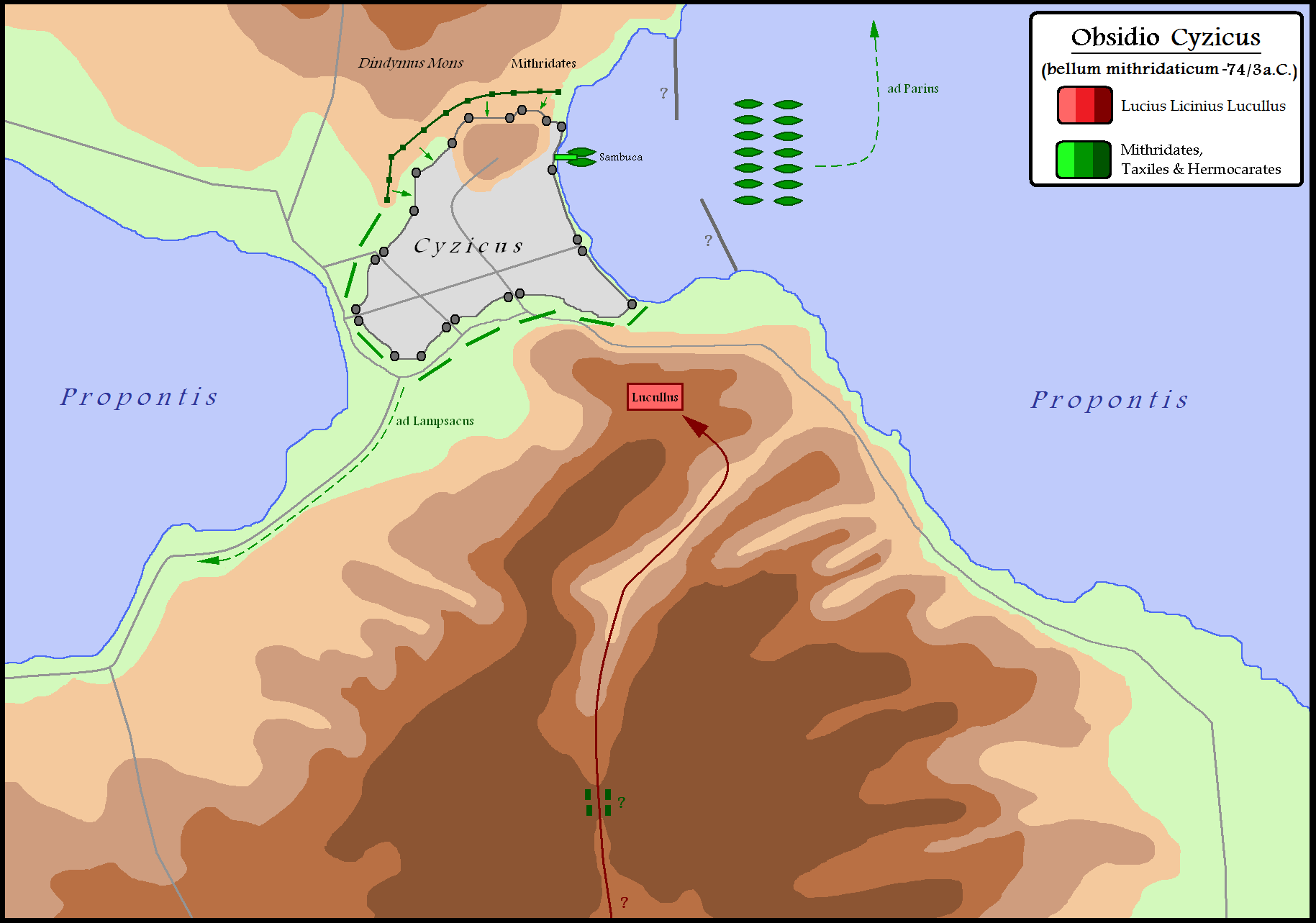
Mapa del asedio de la ciudad.

Cuando se aproximó al enemigo, el procónsul se enteró de que el ejército de Mitrídates sumaba unos 300.000 hombres, entre soldados, personal de marina y personal auxiliar no combatiente, y recibía suministros por mar y tierra. Lúculo decidió colocar su castra (campamento) cerca del póntico, en una colina fácilmente defendible, desde donde podía obtener suministros y cortar las líneas de provisiones enemigas. Pero para lograr aquello debía atravesar un estrecho paso defendido por un grueso contingente póntico mandado por Taxiles, sin embargo, tuvo la suerte que los oficiales romanos al servicio de Mitrídates se enteraron de la muerte de Sertorio y decidieron establecer comunicaciones secretas con Lúculo, quien les prometió su perdón pero a cambio debieron persuadir a Mitrídates de retirar sus tropas del paso asegurándole que si dejaba al enemigo acercarse las dos legiones de Fimbria desertarían.
El rey dio su permiso y los romanos pudieron pasar por el estrecho paso y fortificar la colina. Así Lúculo pudo asegurar sus líneas de provisiones mientras cortaba las del enemigo por tierra, gracias al terreno de los alrededores, donde estaba el lago Afnitis, varios montes y los ríos Asesepus. Los romanos sabían que se acercaba el invierno y pronto la llegada de suministros por mar a Mitrídates sería imposible. Lúculo esperaba que entonces el rey se retirara y habría vencido sin luchar.
Pero Mitrídates sabía que aún había tiempo de romper las líneas romanas con su superioridad numérica. Por ello se centró en el asedio de Cícico, colocando bajos los muros sus aparatos de asedio mientras pensaba en solucionar sus problemas de aprovisionamiento tomando la ciudad. Primero, bloqueo el puerto con una doble línea de barcos, luego levantó una línea de circunvalación alrededor de la ciudad, levantó rampas, torres, arietes y testudos. En dos quinquerremes unidos hizo construir una torre de asedio desde donde levantó un puente levadizo móvil gracias a un dispositivo mecánico. Esta arma era conocida como sambuca.

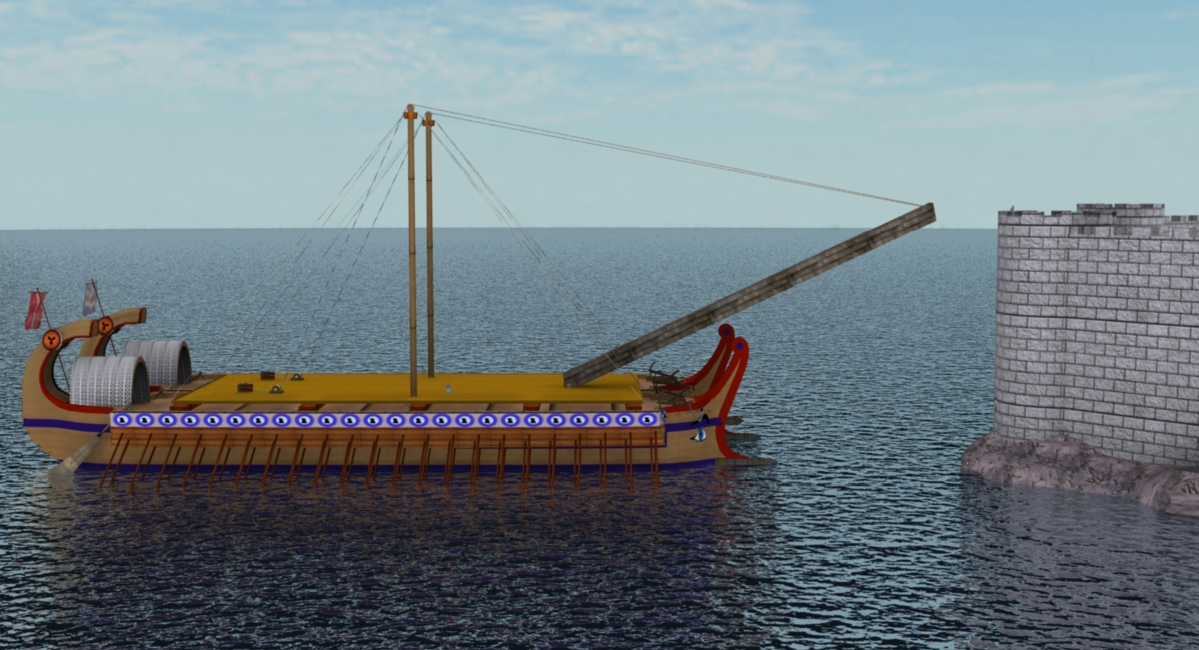
Reconstrucción de una sambuca griega.

Cuando todo estuvo listo, Mitrídates envió en sus barcos a 3.000 habitantes de Cícico que tenía prisioneros, con sus manos levantadas suplicando a sus compatriotas en los muros de la ciudad. Decían que si no se rendían el rey los ejecutaría pero Pisístrato, comandante de la ciudad, se negó y les dijo que aceptaran su destino.
Cuando la amenaza fracasó, Mitrídates hizo avanzar la sambuca hacia las paredes dejando boquiabiertos a los defensores en un primer momento, pero después reaccionaron lanzando brea ardiente al enemigo, obligándolo a alejarse.
Tres veces al día, todas las máquinas de asedio de tierras intentaban asaltar la ciudad de forma coordinada. Lograron romper a muros y lanzar material incendiario dentro, pero los habitantes supieron amortiguar los golpes de arietes interponiendo cestas de lana, apagar los conatos de incendios con agua y vinagre e interponerse a los proyectiles colgando ropa o lienzos frente a las casas. Aunque los ataques no paraban, los defensores reconstruían constantemente los muros por la noche. Finalmente, un fuerte viento destruyó gran parte de las armas de asedio pónticas.
Entonces, considerando aquel suceso un mal presagio, los generales del rey Mitrídates le aconsejaron alejarse de la ciudad pero éste se negó. Sin embargo, decidió subir río arriba hacia el monte Dindymus, construyendo un terraplén entre aquel y la ciudad mientras fabricaba nuevas torres y hacia cavar túneles para minar las murallas. También por optó por enviar a sus caballos a Bitinia, pues no le eran útiles en el asedio y estaban amenazados por el agotamiento del forraje en la zona. Querían escabullirse al enemigo, pero el procónsul se dio cuenta y cayó sobre ellos cuando cruzaban el río Rindaco, matando a gran número y capturando a 15.000 hombres, 6.000 caballos y un numeroso equipaje.

### Operaciones durante el 73 a.C.
Cuando llegó el invierno el ejército de Mitrídates pasó hambre hasta el punto que muchos soldados murieron de hambre. Algunos recurrieron al canibalismo y otros a las hierbas, quedando en un estado de salud lamentable. Así no se pudo enterrar a los cadáveres, lo que produjo una peste. Sin embargo, el rey seguía empeñado en tomar la ciudad a través de los montículos que se extendían desde el monte Dindymus. Pero cuando los habitantes de la ciudad lograron derribar y quemar las máquinas de asedio en sus frecuentes incursiones fuera del muro, el rey empezó a pensar en abandonar el sitio.
Decidió huir una noche, yendo con su flota a Pario, mientras su ejército fue por tierra a Lampsaco. Muchos hombres perdieron la vida cruzando los ríos Esepo y Gránico, cuando los encontraron las fuerzas romanas que salieron en su persecución. En honor de la victoria los habitantes de Cícico organizaron unos juegos anuales llamados Luculleani.

## Resultado
Mitrídates envió algunos barcos a Lampsaco a ayudar a los soldados pónticos que se habían refugiado ahí pero quedaron bajo asedio romano. Lograron salvarlos junto a los habitantes de la ciudad. Finalmente decidió dejar 10 000 de sus mejores soldados y 50 naves a cargo de Marco Vario, Alejandro de Paflagonia y Diógenes el Eunuco. Él se retiró con el grueso de su ejército a Nicomedia pero una terrible tormenta destruyó a muchas de sus naves. El rey se salvó gracias al rescate de una nave pirata aliada. Mientras tanto, los habitantes de Cícico salieron de su ciudad y saquearon al campamento póntico, masacrando a los enfermos y heridos.

### Clásicas
- Apiano. Guerras mitridáticas. Libro 12 de Historia Romana. Digitalizado en Perseus. Basado en obra de 1899, Nueva York, editorial The MacMillan Company, traducción latín-inglés por Horace White.
- Lucio Aneo Floro. Epítome. Digitalizado en inglés por Bill Mayer en UChicago. Véase Libro I. Basado en la obra de 1924, por la Loeb Classical Library, traducción latín-inglés y edición por E. S. Forster. Por fechas, véase también versión digitalizada en 2003 por Livius. Basada en The Latin Library corregida con la edición de Paul Jal, Budé-edition, 1984. Traducción latín-inglés por Jona Lendering & Andrew Smith.
- Mestrio Plutarco. Vida de Lúculo. Parte de Vidas paralelas. Digitalizado por UChicago. Basada en traducción de latín-inglés por Bernadotte Perrin, volumen II de la Loeb Classical Librery, 1914. En español en Imperium.
- Tito Livio. Periocas. Versión digitalizada en 2003 por Livius. Basada en The Latin Library corregida con la edición de Paul Jal, Budé-edition, 1984. Traducción latín-inglés por Jona Lendering & Andrew Smith. Es un índice y resumen de una edición del siglo IV de su obra Ab Urbe condita (hoy mayormente perdida).

### Modernas
- Brizzi, Giovanni (1997). Storia di Roma. Dalle origini ad Azio. Boloña: Pàtron Ed. ISBN 9788855524193.

- Datos: Q972445